# Bossier-Shreveport Battle Wings
Die Bossier-Shreveport Battle Wings waren ein Arena-Football-Team aus Bossier City, Louisiana das hauptsächlich in der af2, aber auch in der Arena Football League (AFL) spielte. Ihre Heimspiele trugen die Battle Wings im CenturyTel Center aus.

## Geschichte
Die Battle Wings wurden 2001 gegründet und starteten in der af2. Die ersten Jahre verliefen mehr als erfolglos. Fünfmal in den ersten sechs Jahren beendeten die Battle Wings die Saison mit einem Negativrekord. Nur 2002 konnten mehr Siege als Niederlagen errungen werden.
Erst zur Saison 2007 schnupperte man das erste Mal in der Franchisegeschichte Playoff-Luft. Erst im Halbfinale gegen die Tulsa Talons musste man letzten Endes die Segeln streichen.
Als sich die af2 nach der Saison 2009 auflöste, die Battle Wings erreichten weitere zweimal die Playoffs, startete das Franchise 2010 in der AFL. Mit nur drei Siegen aus 16 Spielen, beendete man die Saison sang- und klanglos auf dem letzten Platz ihrer Division.
Nach nur einer Saison legten die Battle Wings jegliche Aktivitäten nieder. Das Franchise wurde verkauft und nach New Orleans verschoben, um die New Orleans VooDoo zu werden.

## Saisonstatistiken
| Jahr | Team                            | Liga | S  | N  | Playoffs erreicht | Playoffrunde |
| ---- | ------------------------------- | ---- | -- | -- | ----------------- | --- |
| 2001 | Bossier-Shreveport Battle Wings | af2  | 7  | 9  | nein              | |
| 2002 | Bossier-Shreveport Battle Wings | af2  | 9  | 7  | nein              | |
| 2003 | Bossier-Shreveport Battle Wings | af2  | 3  | 13 | nein              | |
| 2004 | Bossier-Shreveport Battle Wings | af2  | 5  | 11 | nein              | |
| 2005 | Bossier-Shreveport Battle Wings | af2  | 3  | 13 | nein              | |
| 2006 | Bossier-Shreveport Battle Wings | af2  | 3  | 13 | nein              | |
| 2007 | Bossier-Shreveport Battle Wings | af2  | 11 | 5  | ja                | S Achtelfinale gg. Arkansas Twisters 62:40 S Viertelfinale gg. Rio Grande Valley Dorados 50:45 N Halbfinale gg. Tulsa Talons 47:67 |
| 2008 | Bossier-Shreveport Battle Wings | af2  | 9  | 7  | ja                | S Achtelfinale gg. Lubbock Renegades 77:61 N Viertelfinale gg. Amarillo Dusters 45:59                                              |
| 2009 | Bossier-Shreveport Battle Wings | af2  | 11 | 5  | ja                | S Achtelfinale gg. Rio Grande Valley Dorados 56:46 N Viertelfinale gg. Tulsa Talons 34:59                                          |
| 2010 | Bossier-Shreveport Battle Wings | AFL  | 3  | 13 | nein              | |

## Zuschauerstatistiken
| Jahr | Team                            | Zuschauerdurchschnitt |
| ---- | ------------------------------- | --------------------- |
| 2001 | Bossier-Shreveport Battle Wings | 5.418                 |
| 2002 | Bossier-Shreveport Battle Wings | 4.340                 |
| 2003 | Bossier-Shreveport Battle Wings | 3.382                 |
| 2004 | Bossier-Shreveport Battle Wings | 3.834                 |
| 2005 | Bossier-Shreveport Battle Wings | 1.918                 |
| 2006 | Bossier-Shreveport Battle Wings | 2.763                 |
| 2007 | Bossier-Shreveport Battle Wings | 4.175                 |
| 2008 | Bossier-Shreveport Battle Wings | 3.926                 |
| 2009 | Bossier-Shreveport Battle Wings | 3.317                 |
| 2010 | Bossier-Shreveport Battle Wings | 3.967                 |